# Reprezentacja Chorwacji w hokeju na lodzie kobiet
Reprezentacja Chorwacji w hokeju na lodzie kobiet – narodowa żeńska reprezentacja tego kraju. Należy do Dywizji Trzeciej.

## Starty w Mistrzostwach Świata
- 2007 – 28. miejsce
- 2008 – 24. miejsce
- 2009 – Dywizja trzecia odwołana
- 2011 – 24. miejsce

## Starty w Igrzyskach Olimpijskie
- Chorwatki nigdy nie zakwalifikowały się do Igrzysk Olimpijskich.